# Club Lagoons
Maillots
Le Club Lagoons (en maldivien : ކްލަބް ލެގޫންސް) est un club maldivien de football fondé en 1982 et basé à Malé, la capitale de l'archipel.

## Histoire
Le club est fondé en 1982 à Malé.
Il participe au championnat de première division et obtient son premier titre national en 1989, après avoir gagné le championnat. Il va par la suite briller en Coupe des Maldives puisqu'il dispute quatre finales consécutives entre 1990 et 1993, remportant l'épreuve à deux reprises, en 1991 et 1993. Cette période de bons résultats sportifs permet à la formation de Malé de prendre part aux compétitions asiatiques. À la suite de son titre de champion, elle dispute la Coupe d'Asie des clubs champions 1990-1991 (deux défaites au premier tour face aux Indiens de Salgaocar SC et au club bengali de Mohammedan SC) et ses deux succès en Coupe nationale lui permettent de participer à la Coupe des Coupes 1994-1995.
En 1996, le club est relégué en deuxième division. 

## Palmarès
| Compétitions nationales |
| --- |
| - Championnat des Maldives (1) : - Champion : 1989. - Coupe des Maldives (2) : - Vainqueur : 1990 et 1992. - Finaliste : 1991 et 1993. |